# Pauvres honteux
Pauvres honteux (franska skamsna fattiga) avser fattiga personer som tidigare haft det gott ställt och därför ogärna söker understöd.
I Europas städer under 1500–1800-talet gjorde man åtskillnad mellan "vanliga" fattiga och de sämre ställda med bakgrund från borgar- och överklassen. Ofta fanns det särskilda institutioner med syfte att ekonomiskt bistå pauvres honteux och också erbjuda bättre åldringsboende där annars bara fattigstugor stod till buds. I Stockholm fanns förutom Asylet för Pauvres Honteux även Borgerskapets änkehus och Borgerskapets gubbhus. Många donationsmedel har avsatt medel för just pauvres honteux. 
I dag när många fonder förvaltas av kommuner har man dock vanligen valt att tolka betydelsen av begreppet vidare, som vilken person som helst som tidigare haft bättre ekonomi. 